# Суходул (Венґровський повіт)
Суходул (пол. Suchodół) — село в Польщі, у гміні Ґрембкув Венґровського повіту Мазовецького воєводства.
Населення — 179 осіб (2011).
У 1975-1998 роках село належало до Седлецького воєводства.

## Демографія
Демографічна структура станом на 31 березня 2011 року:
|          | Загалом | Допрацездатний вік | Працездатний вік | Постпрацездатний вік |
| -------- | ------- | ------------------ | ---------------- | -------------------- |
| Чоловіки | 90      | 17                 | 56               | 17                   |
| Жінки    | 89      | 18                 | 48               | 23                   |
| Разом    | 179     | 35                 | 104              | 40                   |